# Ахунбаєв Іса Конойович
Іса́ Коно́йович Ахунба́єв (25 вересня 1908, село Тору-Айгир Вєрненського повіту Семиріченської області, тепер Іссик-Кульського району Іссик-Кульської області, Киргизстан — загинув 5 січня 1975, тепер Чуйська область, Киргизстан) — радянський киргизький діяч, хірург. Кандидат медичних наук (1946), доктор медичних наук (1948), академік Академії наук Киргизької РСР (з 1954; з того ж року — її президент), член-кореспондент Академії медичних наук СРСР (з 1948), депутат Верховної Ради СРСР 2—4-го скликань.

## Біографічні відомості
Народився в селянській родині. Провів дитинство у Китаї, куди батьки втекли від російської влади. З восьмирічного віку почав працювати на пасовищі. Лише у 15 років, після повернення до Киргизької АРСР, почав навчатися у сільській школі.
З 1925 по 1930 рік навчався в Ташкентському медичному технікумі. У вересні 1930 року вступив на медичний факультет Середньоазіатського університету в Ташкенті, який закінчив у 1935 році.
У 1935—1937 роках — заступник народного комісара охорони здоров'я Киргизької АРСР.
З 1936 року працював лікарем-ординатором хірургічного відділення Фрунзенської міської лікарні. У вересні 1941 року Ахунбаєв почав працювати у Киргизькому державному медичному інституті. Спочатку був асистентом хірургічної клініки (кафедри загальної хірургії), доцентом, а потім завідувачем кафедри, залишаючись на цій посаді до самої смерті. Член ВКП(б) з 1943 року.
З вересня 1948 року — директор та професор Киргизького державного медичного інституту. З 1948 року також був членом-кореспондентом Академії медичних наук СРСР та членом Міжнародної асоціації хірургів.
Брав активну участь у створенні Академії наук Киргизької РСР. У вересні 1952 — грудні 1954 року — голова президії Киргизької філії Академії наук СРСР. 20 грудня 1954 — 20 лютого 1960 року — перший президент Академії наук Киргизької РСР.
5 січня 1975 року загинув у автомобільній катастрофі разом із дружиною, дочкою та зятем. Похований на Ала-Арчинському цвинтарі міста Фрунзе (Бішкеку).

## Наукова діяльність
Праці Ахунбаєва присвячені вивченню ендемічного зоба в Киргизстані, проблемі тиреотоксикозу, апендициту у дітей та хірург лікуванню ехінококозу легень.

## Відзнаки і нагороди
Нагороджений орденом Леніна, Трудового Червоного Прапора, Жовтневої Революції, трьома орденами «Знак Пошани», медалями. Відзначений почесними грамотами Верховної ради Киргизької РСР. 1970 року удостоєний державної премії Киргизької РСР за монографію «Нарис про шок». Отримав почесні звання «Заслужений діяч науки Киргизької РСР», «Заслужений лікар Киргизької РСР». У 2001 році посмертно отримав Почесну золоту медаль Президента Киргизької Республіки «За видатні наукові досягнення в XX столітті».
Ім'я вченого присвоєно Киргизькій державній медичній академії.